# Todus angustirostris
Todus angustirostris là một loài chim trong họ Todidae.